# 足利義清
源義清（？—1183年），又稱足利義清或矢田義清，是平安時代末期的武將。是足利氏之祖源義康（足利義康）的庶長子，通稱矢田判官代。 

## 生平
他同母弟是足利義長、足利義良，異母弟是足利義兼和足利義房，治承4年（1180年）效力於源賴政，賴政死後效力於源義仲。寿永2年（1183年）與源行家和多田行綱一起包圍京都，七月與源義仲一起入京。同年十月，在西海攻打平氏時，與源義仲和海野幸廣率軍從京都出發，同年11月17日，在備中國的水島（現在的岡山縣倉敷市玉島付近），與平知盛、平重衡、平通盛和平教經率領的平氏軍交戰，義清因為不熟悉海戰而戰敗，與海野幸廣和同母弟源義長一起戰死沙場。（水島之戰）